# RFL Championship 1958-59
El Championship de 1958-59 fue la 64.º edición del torneo de rugby league más importante de Inglaterra.

## Formato
Los equipos se enfrentaron en formato de todos contra todos, los primeros cuatro equipos clasificaron a postemporada.
Se otorgaron 2 puntos por cada victoria, 1 por el empate y 0 por la derrota.

## Desarrollo

### Tabla de posiciones
| Pos. | Equipo               | Encuentros | Encuentros | Encuentros | Encuentros | Puntos |
| Pos. | Equipo               | PJ         | PG         | PE         | PP         | Puntos |
| ---- | -------------------- | ---------- | ---------- | ---------- | ---------- | ------ |
| 1    | St Helens RFC        | 38         | 31         | 1          | 6          | 63     |
| 2    | Wigan Warriors       | 38         | 29         | 0          | 9          | 58     |
| 3    | Hunslet FC           | 38         | 27         | 3          | 8          | 57     |
| 4    | Oldham RLFC          | 38         | 28         | 1          | 9          | 57     |
| 5    | Wakefield Trinity    | 38         | 27         | 1          | 10         | 55     |
| 6    | Swinton Lions        | 38         | 27         | 1          | 10         | 55     |
| 7    | Hull FC              | 38         | 25         | 1          | 12         | 51     |
| 8    | Widnes Vikings       | 38         | 23         | 0          | 15         | 46     |
| 9    | Warrington Wolves    | 38         | 22         | 0          | 16         | 44     |
| 10   | Bradford Northern    | 38         | 20         | 2          | 16         | 42     |
| 11   | York FC              | 38         | 20         | 1          | 17         | 41     |
| 12   | Halifax RLFC         | 38         | 19         | 2          | 17         | 40     |
| 13   | Featherstone Rovers  | 38         | 18         | 3          | 17         | 39     |
| 14   | Leeds Rhinos         | 38         | 19         | 0          | 19         | 38     |
| 15   | Keighley Cougars     | 38         | 18         | 1          | 19         | 37     |
| 16   | Leigh Centurions     | 38         | 18         | 0          | 20         | 36     |
| 17   | Barrow Raiders       | 38         | 18         | 0          | 20         | 36     |
| 18   | Hull Kingston Rovers | 38         | 18         | 0          | 20         | 36     |
| 19   | Huddersfield Giants  | 38         | 18         | 0          | 20         | 36     |
| 20   | Workington Town      | 38         | 16         | 3          | 19         | 35     |
| 21   | Whitehaven RLFC      | 38         | 17         | 0          | 21         | 34     |
| 22   | Salford Red Devils   | 38         | 16         | 1          | 21         | 33     |
| 23   | Bramley RLFC         | 38         | 15         | 1          | 22         | 31     |
| 24   | Blackpool Borough    | 38         | 15         | 0          | 23         | 30     |
| 25   | Castleford Tigers    | 38         | 13         | 0          | 25         | 26     |
| 26   | Rochdale Hornets     | 38         | 11         | 1          | 26         | 23     |
| 27   | Batley Bulldogs      | 38         | 10         | 1          | 27         | 21     |
| 28   | Liverpool Stanley    | 38         | 8          | 0          | 30         | 16     |
| 29   | Dewsbury Rams        | 38         | 7          | 0          | 31         | 14     |
| 30   | Doncaster RLFC       | 38         | 5          | 0          | 33         | 10     |

|  | Clasificados a postemporada. |

### Postemporada

#### Semifinal
| 2 de mayo de 1959 | St. Helens | 42 - 4 | Oldham RLFC |  |  |

| 2 de mayo de 1959 | Wigan Warriors | 11 - 22 | Hunslet FC |  |  |

#### Final
| 16 de mayo de 1959 | Hunslet FC | 22 - 44 | St Helens RFC | Odsal Stadium, Bradford |  |

| Bandera de Inglaterra |
| Campeón St Helens RFC |
| Tercer título         |